# Nomada melanosoma
Nomada melanosoma är en biart som beskrevs av Cockerell 1916. Nomada melanosoma ingår i släktet gökbin, och familjen långtungebin. Inga underarter finns listade i Catalogue of Life.